# Virkamaa
Virkamaa är en liten by i Pajala kommun.
Virka = Tjänst och maa = jord. Första inflyttade var Nestor Palo 1922. Virkamaa hade en skola fram till 1962. Byn bestod av kolonat och kronotorp från 1922 fram till 1980 då alla var friköpta.
Byn grundades av staten för att ta hand om skogen genom avverkning och plantering.